# Rio Branco (stad in Acre)
Rio Branco (Nederlands: Witte Rivier) is de hoofdstad en de grootste stad van de staat Acre in Brazilië.

## Geschiedenis
Rio Branco is een jonge stad die in haar verleden verschillende namen heeft gehad. De eerste nederzetting op de plaats werd in 1882 gesticht door Neutel Maia uit Ceará met zijn familie en werknemers om er rubber te produceren. De eerste hutten en tenten kwamen op de rechteroever van de Acre. Die plaats kreeg de naam Seringal Volta da Empresa. Vervolgens kwamen er ook op de linkeroever
die Seringal Empresa ging heten.

## Geografie

### Aangrenzende gemeenten
De gemeente grenst aan Bujari, Capixaba, Plácido de Castro, Porto Acre, Senador Guiomard, Sena Madureira, Xapuri en Lábrea (AM).

### Hydrografie
Door de stad stroomt de rivier de Acre. De zijrivieren/beken Igarapé São Francisco, Igarapé Amaro, Igarapé Batsita, Igarapé do Almoço en Igarapé Judia stromen ook door de stad. Buiten de stad is de Igarapé Caipora een zijrivier van de Rio Branco. De Rio Branco mondt uit in de Acre.

### Beschermde gebieden
- Área de Proteção Ambiental Lago do Amapá
- Reserva Extrativista Chico Mendes

## Cijfers
- Bruto binnenlands product: 1.976.493.668 BRL (2004)
- Inkomen per capita: 6909 BRL (2004)
- Aantal voertuigen: 58.531 (juni 2006)
- Dagbladen: 3 (juli 2006)

## Sport
Het Campeonato Acreano is de staatscompetitie in het voetbal. De competitie is van geen hoog niveau en geen van de clubs kan op nationaal niveau van zich laten spreken. De clubs uit Rio Branco domineren wel deze competitie, sinds 1919 konden enkel in 2006 en 2013 een club van buiten de stad de competitie winnen. Rio Branco is met voorsprong de meest succesvolle en bekendste ploeg van de stad. Ook Atlético Acreano en Vasco da Gama wonnen al verschillende titels en spelen op het hoogste niveau. Independência en Juventus waren vroeger ook succesvol, maar spelen intussen niet meer in de competitie. 

## Verkeer en vervoer

### Wegen
De stad is verbonden met de omliggende wegen via de hoofdweg BR-364 (noord/oost) en de regionale wegen AC-010/AC-22 (noord) en AC-040 (zuid). De AC-090 is voor een deel onderdeel van de BR-364 en ligt in het zuiden van de stad.

### Bus
Het busstation Rodoviária Internacional de Rio Branco ligt in het zuiden van de stad aan de BR-364.

### Luchtwegen
Ten noorden van de stad ligt de internationale luchthaven Aeroporto Internacional de Rio Branco - Plácido de Castro.

## Stedenbanden
Zustersteden van Rio Branco:
- Reggio Emilia[2], Italië

## Geboren
- João Donato (1934), musicus en componist
- Marina Silva (1958), sociaal wetenschapper, milieuactiviste en politica
- Tião Viana (1961), gouverneur van Acre[3]
- Luciano Da Silva, "Luciano" (1980), voetballer